# سیارک ۲۳۹۹۲
سیارک ۲۳۹۹۲ (به انگلیسی: 23992 Markhobbs، نامگذاری:1999RO11) بیست و سه هزار و نهصد و نود و دومین سیارک کشف شده‌است که در ۷ سپتامبر ۱۹۹۹ کشف شد.
قدر مطلق سیارک برابر ۱۰.۲ است.